# Якшимбетово (Кугарчинський район)
Якшимбе́тово (рос. Якшимбетово, башк. Яҡшембәт) — присілок у складі Кугарчинського району Башкортостану, Росія. Входить до складу Мраковської сільської ради.
Населення — 190 осіб (2010; 230 в 2002).
Національний склад:
- башкири — 97%